# Immram Curaig Maíle Dúin
Immram Curaig Maíle Dúin ['imrav 'kuriɣʴ 'vailʴe ðuːnʴ] („Die Fahrt des Bootes von Máel Dúin“) ist der Titel einer Reise-Erzählung (immram) in der keltischen Mythologie Irlands aus dem 10. Jahrhundert. Das teilweise in Prosa, teilweise in Versen abgefasste Werk ist vollständig im Leabhar Buidhe Lecain („Das Gelbe Buch von Lecan“) und in Teilen im Lebor na hUidre („Das Buch der dunkelfarbigen Kuh“), sowie in zwei anderen Manuskripten erhalten.

## Inhalt
Mael Dúin [mail duːnʴ] ist der Sohn des Kriegers Ailill Ochair Aghra und einer Nonne aus dem Kloster von Kildare. Nach der Ermordung seines Vaters durch plündernde Marodeure wird er am Hofe des Königs großgezogen. Als er nach Jahren von seiner Familiengeschichte erfährt – vor allem vom Tod seines Vaters – bricht er mit einigen Gefährten in einem Curragh (Lederboot) auf, um ihn zu rächen.
Sie fahren über den Ozean und erleben auf dieser Reise einige wunderbare Abenteuer. So treffen sie auf Inseln menschenfressende Ameisen, Vögel, die sich von goldenen Äpfeln ernähren (vergleiche die Apfelinsel Avalon), auf der Insel des ewigen Lachens müssen sie einen Gefährten zurücklassen (siehe auch Immram Brain, „Brans Seefahrt“) und landen auch auf der Insel einer fürstlichen Frau. Dort werden sie drei Tage lang als Ehrengäste behandelt, doch als einer von den Gefährten die Frau fragt, ob sie mit Mael das Lager teilen wolle, werden sie durch einen Zaubernebel (Fíth-fáth) sofort auf das offene Meer verbannt. Schließlich gelingt ihnen nach dem Besuch von mehr als dreißig Inseln mit den seltsamsten Wesen die Rückkehr nach Irland. Auch die Mörder seines Vaters findet Mael Dúin, vergibt ihnen aber aus christlicher Nächstenliebe.

## Weblink
- Englischer Text von The Voyage of Maelduin in The Book of Wonder Voyages auf Wikisource